# Copernicus Cup 2015
1. Halowy Mityng Lekkoatletyczny Copernicus Cup – międzynarodowe zawody lekkoatletyczne, które odbyły się 3 lutego w Hali Sportowo-Widowiskowej w Toruniu.

## Rezultaty

### Mężczyźni
| Konkurencja:                   | 1. miejsce          | Rezultat     | 2. miejsce          | Rezultat | 3. miejsce            | Rezultat |
| Bieg na 60 metrów              | Kim Collins         | 6,48 =WL =NR | Richard Kilty       | 6,57     | Sean Safo-Antwi       | 6,61     |
| Bieg na 400 metrów             | Karol Zalewski      | 46,54        | Patryk Dobek        | 47,04    | Rafał Omelko          | 47,08    |
| Bieg na 800 metrów             | Adam Kszczot        | 1:47,05      | Timothy Kitum       | 1:47,54  | Kamil Gurdak          | 1:47,88  |
| Bieg na 1500 metrów            | Łukasz Parszczyński | 3:42,28      | Mateusz Demczyszak  | 3:42,43  | Petr Vitner           | 3:46,03  |
| Bieg na 60 metrów przez płotki | Xie Wenjun          | 7,71         | Ray Stewart         | 7,76     | Dominik Bochenek      | 7,76     |
| Skok o tyczce                  | Piotr Lisek         | 5,70         | Robert Sobera       | 5,60     | Przemysław Czerwiński | 5,40     |
| Skok w dal                     | Li Jinzhe           | 7,98         | Adrian Strzałkowski | 7,97     | Dino Pervan           | 7,53     |
| Pchnięcie kulą                 | Michał Haratyk      | 20,10        | Maksim Sidorow      | 20,04    | Tim Nedow             | 19,72    |

### Kobiety
| Konkurencja:                   | 1. miejsce                                    | Rezultat | 2. miejsce               | Rezultat  | 3. miejsce             | Rezultat |
| Bieg na 60 metrów              | Jessica Young                                 | 7,30     | Ewa Swoboda              | 7,30 =NJR | Tahesia Harrigan-Scott | 7,34     |
| Bieg na 400 metrów             | Justyna Święty-Ersetic                        | 52,73    | Małgorzata Hołub-Kowalik | 53,60     | Joanna Linkiewicz      | 53,74    |
| Bieg na 800 metrów             | Jennifer Meadows                              | 1:59,85  | Joanna Jóźwik            | 2:00,01   | Renata Pliś            | 2:03,12  |
| Bieg na 1500 metrów            | Karolina Półrola                              | 4:19,87  | Paulina Kaczyńska        | 4:23,99   | Sandra Michalak        | 4:24,28  |
| Bieg na 60 metrów przez płotki | Lucy Hatton                                   | 8,06     | Yvette Lewis             | 8,08      | Karolina Kołeczek      | 8,10     |
| Skok wzwyż                     | Justyna Kasprzycka-Pyra Urszula Gardzielewska | 1,92     |                          |           | Barbara Szabó          | 1,92     |